# Grad der Behinderung
Der Grad der Behinderung (GdB) ist ein 1986 eingeführter Begriff aus dem deutschen Schwerbehindertenrecht. Es handelt sich um eine Maßeinheit für den Grad der Beeinträchtigung einer Person durch eine Behinderung. Benutzt wird der Begriff im Neunten Buch Sozialgesetzbuch (SGB IX) – Rehabilitation und Teilhabe von Menschen mit Behinderung.
Die Werteskala reicht von 0–100. Genutzt werden Zahlenwerte ab 20 in 10er-Schritten.

## Begriff
Hervorgegangen ist dieser Begriff aus der ursprünglichen Bezeichnung „MdE – (Grad der) Minderung der Erwerbsfähigkeit“, wie er noch heute im Recht der gesetzlichen Unfallversicherung und im Recht der sozialen Entschädigung verwendet wird (Bundesversorgungsgesetz und die darauf verweisenden Gesetze, insbesondere das Zivildienstgesetz, das Soldatenversorgungsgesetz und das Opferentschädigungsgesetz). Die abweichende Bezeichnung wurde 1986 eingeführt, um ausdrücklich klarzustellen, dass nicht (isoliert) eine Leistungsbeeinträchtigung im Erwerbsleben, sondern eine Beeinträchtigung in allen Lebensbereichen berücksichtigt wird.
Die Begriffsänderung wurde im Gesetzesentwurf zum SchwbG-ÄndG von der Bundesregierung wie folgt begründet:  „Einer Ersetzung bedarf aber der mißverständliche und einstellungshemmende Begriff ‚Minderung der Erwerbsfähigkeit‘. Dieser Begriff besagt entgegen seinem Wortsinn nichts über die Leistungsfähigkeit des Behinderten an seinem Arbeitsplatz, sondern ist ein Maß für die Beeinträchtigung körperlicher, geistiger oder seelischer Funktionen mit Auswirkungen in verschiedenen Lebensbereichen. Er soll deshalb durch den Begriff ‚Grad der Behinderung’ ersetzt werden unter Beibehaltung der Kriterien zur Bewertung und Einstufung, die dieselben sind wie im Kriegsopferrecht.“
Der Grad der Behinderung beginnt bei 20 und reicht in Zehnerschritten bis 100. Dabei handelt es sich nicht um Prozentangaben, wie oft irrtümlich angenommen. Je höher der Wert, desto umfangreicher sind die Beeinträchtigungen.

## Schwerbehinderung
Als schwerbehindert gelten alle Personen mit einem Grad der Behinderung von mindestens 50, der vom Versorgungsamt oder dem Amt für Soziale Angelegenheiten festgestellt wird. Bei einem GdB von mindestens 30 kann man unter bestimmten Voraussetzungen durch die Agentur für Arbeit gleichgestellt werden. Steuerfreibeträge werden bereits ab einem GdB von 20 gewährt. Bis 2020 wurden Steuerfreibeträge erst ab einem GdB von 50 gewährt (bei Vorliegen weiterer Voraussetzungen auch bei einem GdB von 25 bis 45).

## Kriterien
Die Bestimmung des GdB richtet sich seit 1. Januar 2009 nach den „Versorgungsmedizinischen Grundsätzen“ der Anlage zu § 2 der Versorgungsmedizin-Verordnung (VersMedV).
Bis zum 31. Dezember 2008 waren stattdessen die Anhaltspunkte für die ärztliche Gutachtertätigkeit im sozialen Entschädigungsrecht und nach dem Schwerbehindertenrecht (AHP) maßgeblich.

## GdB und Merkzeichen
Neben dem Grad der Behinderung werden, wenn die jeweiligen Voraussetzungen vorliegen, im Schwerbehindertenausweis zusätzlich Merkzeichen eingetragen, mit denen besondere Beeinträchtigungen nachgewiesen werden können.